# 蜂蟻亞科
蜂蟻亞科是蟻科下已滅絕的亞科，在北美洲、歐洲及亞洲有多筆白堊紀化石的紀錄。蜂蟻亞科包含5個屬：Baikuris、Cretomyrma、Dlusskyidris、蜂蟻屬及Zigrasimecia。Sphecomyrmodes 屬以前也屬於蜂蟻亞科，但在2016年被移動至地位未明的基屬群Gerontoformica 中。
蜂蟻亞科上出現的祖徵包含：觸角基節短，靈活的鞭節；腹柄節位置低且圓滑，腹垂節沒有隘縮；具有後胸側板腺。
蜂蟻亞科具有三大特徵：梗節短；第二鞭節的長度是其他觸角節的兩倍；雄蟻翅膀CuA脈不具有尖端。

## 歷史與分類

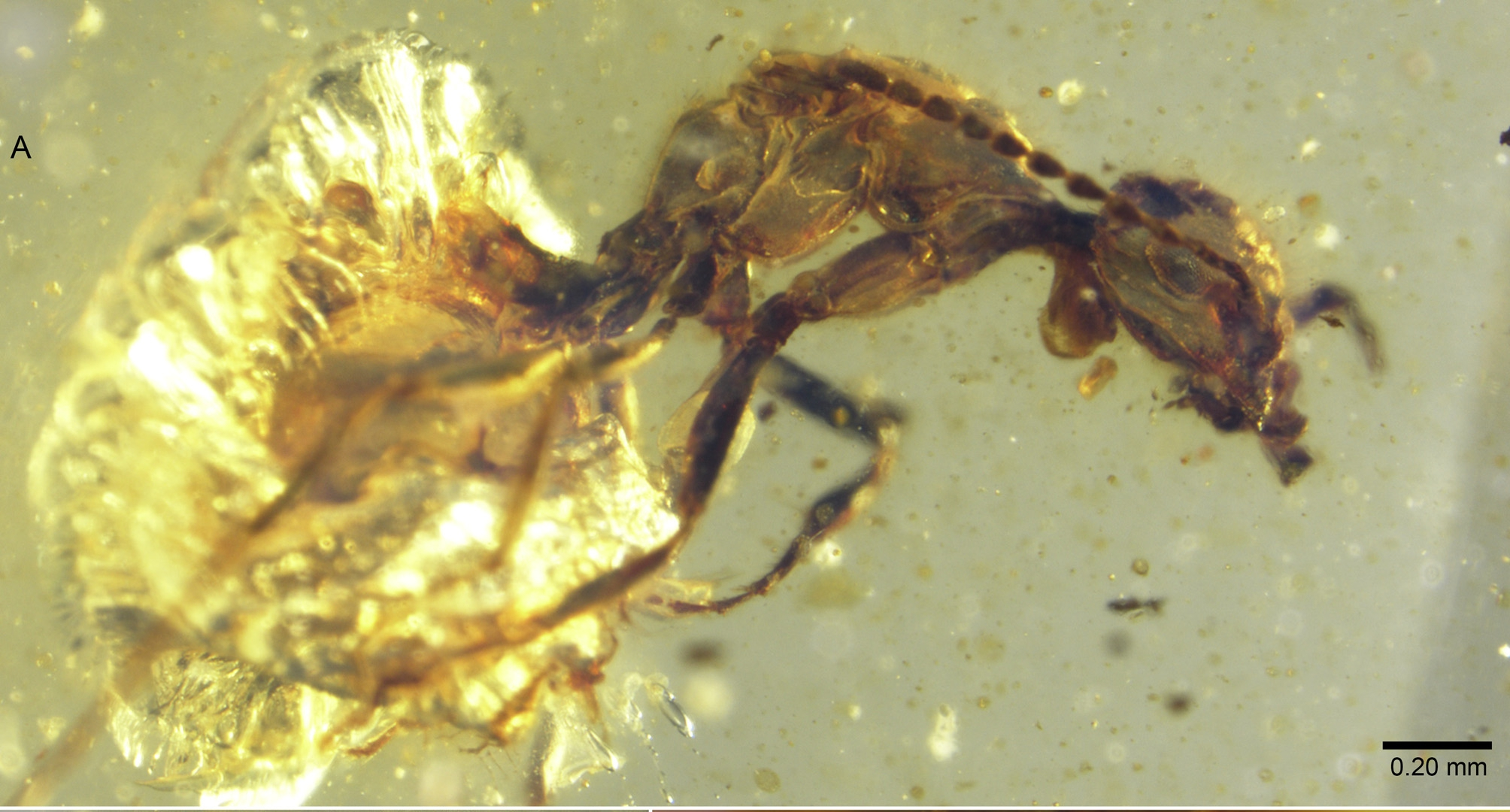
Zigrasimecia tonsora

Baikuris 屬有4個物種，於1987年由 Dlussky 描述的 B. mandibularis, and B. miriabilis ，是由泰米爾琥珀發表的一群雄蟻化石；而第三個物種 B. casei 是於1997年由紐澤西琥珀發表；第四個物種 B. maximus 由夏朗德琥珀發表。Cretomyrma 屬有兩個物種，Dlussky 於1975年由泰米爾琥珀發表的 C. arnoldii 及 C. unicornis ，隨著 Cretomyrma 一起發表的還有一個單一物種的屬：Palaeomyrmex 屬，然而，該屬名早在1865年就被 Oswald Heer 年用過，因此，B. Bolton 於1994年將其更名為 Dlusskyidris 屬。該亞科的第一個化石是在1966年於紐澤西州的克里沃（Cliffwood）海灘，露出地表的桑托尼亞的麥可錫層（Santonian Magothy Formation）中發現，該化石在1967年由愛德華‧威爾森和 William L. Brown 描述，創立了一個新屬 Sphecomyrma  屬，將其命名為弗式蜂蟻（Sphecomyrma freyi ），置於蜂蟻亞科之下，該屬的第二個物種於1985年由愛德華‧威爾森發表，該化石為加拿大琥珀，出土於艾爾伯塔（Alberta）的弗爾莫斯（Foremost Formation）層，第三個物種S. mesaki 則是在2005年由紐澤西琥珀發表，出土於洛登層（Ratitan Formation）。

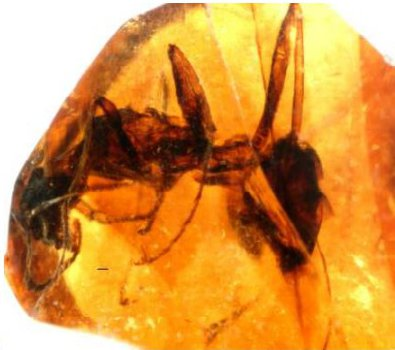
Boltonimecia canadensis

蜂蟻亞科的第八個屬 Zigrasimecia 屬，於2013年由 Barden 和 Grimaldi 發表，該屬包含出土於緬甸琥珀的單一脫翅蟻后的模式種 Zigrasimecia tonsora ，雖然 Zigrasimecia 屬與Sphecomyrmodes 屬關係接近，Barden 和 Grimaldi 當時並沒有將其放入任何一族之中。於2014年，Perrichot 發表了該屬的第二個物種 Z. ferox，並將該屬置於蜂蟻族之中。

## 爭議
在比較現生膜翅目觸角及大顎的形態特徵後，Dlusskiy (1984) 認為弗氏蜂蟻不是真社會性的昆蟲，但可能已具備原始的社會性；Dlusskiy(1984) 也提議將蜂蟻亞科提升至科級。

## 族和屬
2017年的研究將其下分為三個族，幽冥蟻族、蜂蟻族（Sphecomyrmini）、Zigrasimeciini 族，並且將先前 Armaniidae 科的物種置於蜂蟻族下。幽冥蟻族於2020年被提升為幽冥蟻亞科。
- 蜂蟻亞科 Sphecomyrminae Wilson & Brown, 1967
  - 蜂蟻族 Sphecomyrmini Wilson, Carpenter & Brown, 1967
    - 阿蟻屬 Armania Dlussky, 1983
    - Baikuris（英语：Baikuris） Dlussky, 1987
    - Cretomyrma Dlussky, 1975
    - Dlusskyidris（英语：Dlusskyidris） Bolton, 1994
    - 奥拉帕蚁属 Orapia Dlussky, Brothers & Rasnitsyn, 2004
    - 伪阿蚁属 Pseudarmania Dlussky, 1983
    - 蜂蟻屬 Sphecomyrma Wilson & Brown, 1967

  - Zigrasimeciini Borysenko, 2017
    - Boltonimecia（英语：Boltonimecia） Borysenko, 2017
    - Zigrasimecia（英语：Zigrasimecia） Barden & Grimaldi, 2013

## 外部連結
维基共享资源上的相關多媒體資源：蜂蟻亞科